# اسید پیروگلوتامیک
اسید پیروگلوتامیک (به انگلیسی: Pyroglutamic acid) یک ترکیب شیمیایی با شناسه پاب‌کم ۷۴۰۵ است. 